# Кошмяк Георгій Данилович
Георгій Данилович Кошмяк (рос. Георгий Данилович Кошмяк; 26 січня 1909, Київ — 6 січня 1988, Київ) — радянський офіцер, Герой Радянського Союзу, в роки німецько-радянської війни командир 7-го гвардійського повітряно-десантного полку 2-ї гвардійської повітряно-десантної дивізії 60-ї армії Центрального фронту, гвардії майор.

## Біографія
Народився 26 січня 1909 року в Києві в сім'ї робітника. Росіянин. Член КПРС з 1943 року. 1925 року закінчив початкову школу, працював ливарником на заводі «Більшовик».
1929 року призваний до лав Червоної Армії. У 1932 році закінчив Київську військову піхотну школу. 1938 року демобілізувався. Закінчив Київський педагогічний інститут. Вдруге призваний в 1940 році. Перед війною обіймав посаду начальника штабу стрілецького полку.
У боях німецько-радянської війни з червня 1941 року. Воював на Західному, Сталінградському, Центральному, Воронезькому, 1-му Українському і 1-му Білоруському фронтах. Брав участь у боях по розгрому німців під Москвою. Відзначився при форсуванні Дніпра на північ від Києва. У ніч на 2 жовтня 1943 року його полк подолав річку, захопив плацдарм на правому березі і в запеклих боях відстояв його. Тільки 7 жовтня полк відбив атаку чотирьох батальйонів піхоти, підтриманих 20 танками і авіацією в селі Медвин Чорнобильського району Київської області.
Указом Президії Верховної Ради СРСР від 17 жовтня 1943 року за вміле командування полком, особисті мужність і героїзм, проявлені при утриманні плацдарму на правому березі Дніпра гвардії майору Георгію Даниловичу Кошмякову присвоєно звання Героя Радянського Союзу з врученням ордена Леніна і медалі «Золота Зірка» (№ 2853).
У боях під Житомиром Г. Д. Кошмяков був знову важко поранений. Прийшов до тями лише в Київському окружному госпіталі. А через кілька місяців підполковник Г. Д. Кошмяков зі свідченням «обмежено придатний» з'явився в розпорядження Київського військового округу. Він умовив командування округом відправити його на фронт, і отримав призначення на посаду начальника штабу 21-ї стрілецької дивізії. На цій посаді брав участь у боях під Львовом, форсував Віслу, звільняв Польщу. Під час Берлінської операції, командуючи дивізією, Г. Д. Кошмяков був четвертий раз поранений.

Могила Георгія Кошмяка

Після закінчення війни продовжив службу в армії. У 1953 році закінчив курси «Постріл». З 1961 року полковник Г. Д. Кошмяков — в запасі. Жив у Києві. Помер 6 січня 1988 року. Похований у Києві на Лук'янівському військовому кладовищі.

## Нагороди
Нагороджений двома орденами Леніна, орденом Червоного Прапора, двома орденами Вітчизняної війни 1-го ступеня, орденом Червоної Зірки, медалями.